# 桑原公徳
桑原 公徳（くわばら ただのり、1927年(昭和2年)1月9日 - 2000年(平成12年)8月25日）は、歴史地理学者。専門は歴史地理学、村絵図、地籍図。小字(こあざ)の研究。

## 経歴
島根県安来市に生まれる。1951年（昭和26年）、立命館大学を卒業した。兵庫県立豊岡高等学校に勤務した。1956年（昭和31年）、立命館大学大学院文学研究科（地理学専攻）修士課程を修了した。京都府立桃山高等学校教諭を経て、1961年（昭和36年）に花園大学講師となり、地誌学・人文地理学・歴史地理学を担当した。後に花園大学助教授、教授を歴任した。1982年（昭和57年）から1996年（平成8年）まで佛教大学文学部史学科教授を務めた。1997年（平成9年）から1999年（平成11年）まで同大学嘱託教授を務めた。肺炎のため死去した。

## 主要論文
- 但馬における杞柳産業の地理学的研究(『地理学評論』30巻(1957)12号)[6]
- 条里遺構の面積を中心にしてみた古代の開発－河内国を例にとって(『歴史地理学紀要』第5巻, 考古地理学, 1963年(昭和38年)9月)[7]

## 著書
- 『地籍図』学生社 1976.11, (国立国会図書館デジタルコレクション)

## 編著・共著
- 『島根県伯太町の地籍図とその活用: 広島大学附属図書館所蔵 ｢広島国税局寄贈中国五県土地・租税資料文庫｣ と伯太町民俗資料館所蔵の資料を中心に』桑原公徳, 礒永和貴, 岩間一水[著], 佛教大学史学科研究室, 1992.3
- 『歴史景観の復原: 地籍図利用の歴史地理』桑原公徳(編集), 古今書院, 1992.10, ISBN 4772215530, ISBN 978-4772215534
- 『歴史地理学と地籍図 桑原公徳先生古稀記念論文集』桑原公徳先生古稀記念事業会(編著), 桑原公徳先生古稀記念事業会(編集), ナカニシヤ出版, 1997.3
- 『歴史地理学と地籍図』ナカニシヤ出版 1999.10, ISBN 4888483590, ISBN 978-4888483599
- 『歴史地理学(佛教大学通信教育部教材)』桑原公徳(編著), 佛教大学; 第2版, 2016.7, ISBN 4907177690, ISBN 978-4907177690
- 『歴史がつくった景観』浅香勝輔 [ほか] 著, 古今書院, 1982.7 (国立国会図書館デジタルコレクション)
- 『講座考古地理学 第1巻 (総論と研究法)』藤岡謙二郎 [ほか] 編, 学生社, 1982.9 (国立国会図書館デジタルコレクション)
- 『講座考古地理学 第4巻 (村落と開発)』藤岡謙二郎 [ほか] 編, 学生社, 1985.4 (国立国会図書館デジタルコレクション)